# Derek Gardner
Derek Gardner (Warwick, 19 agosto 1931 – Lutterworth, 7 gennaio 2011) è stato un ingegnere britannico, progettista di vetture di Formula 1.

## Il suo lavoro in Formula 1
L'arrivo di Derek Gardner in Formula 1 risale al 1969, quando venne chiamato a progettare sistemi di guida per la Matra. Nel 1970, l'incontro con Ken Tyrrell diede una svolta alla sua carriera: venne infatti scelto come progettista per la scuderia Tyrrell. La prima vettura fu costruita nel suo garage ed esordì nel Gran Premio del Canada 1970. Si trattava di una macchina veloce (infatti Jackie Stewart conquistò la pole), ma non molto affidabile. Infatti al trentaquattresimo giro si ruppe l'asse. Fu comunque la base per lo sviluppo della Tyrrell 003, vincitrice del campionato 1971. Fino al 1977 fu il progettista di tutte le Tyrrell.
Gardner è noto anche per l'avveniristico progetto della Tyrrell P34 a sei ruote, ma nel 1977 deluso per l'abbandono del progetto lasciò la scuderia inglese e la Formula 1, per andare a lavorare alla Borg-Warner, azienda produttrice di trasmissioni.
È scomparso nel 2011 all'età di 79 anni.